# 阿达·科克
阿达·科克（荷蘭語：Ada Kok，1947年6月6日—），荷兰前女子游泳运动员。她曾代表荷兰参加1964年和1968年夏季奥林匹克运动会游泳比赛，获得一枚金牌和二枚银牌。